# سيمون إينتسلر
سيمون إينتسلر (بالألمانية: Simon Enzler) (مواليد 16 أكتوبر 1997) هو لاعب كرة قدم سويسري ، يجيد اللعب في مركز حراسة المرمى ، ويلعب حاليًا لنادي لوتسيرن السويسري.

## روابط خارجية
- سيمون إينتسلر على موقع قاعدة بيانات كرة القدم.إي يو (الإنجليزية)
- سيمون إينتسلر على موقع Soccerway.com (الإنجليزية)
- سيمون إينتسلر على موقع عالم كرة القدم.نت (الإنجليزية)

- Simon Enzler